# آلفرد هویی
نامِ چینینویسه‌های چینی سنتی許廷鏗نویسه‌های چینی ساده‌شده许廷铿

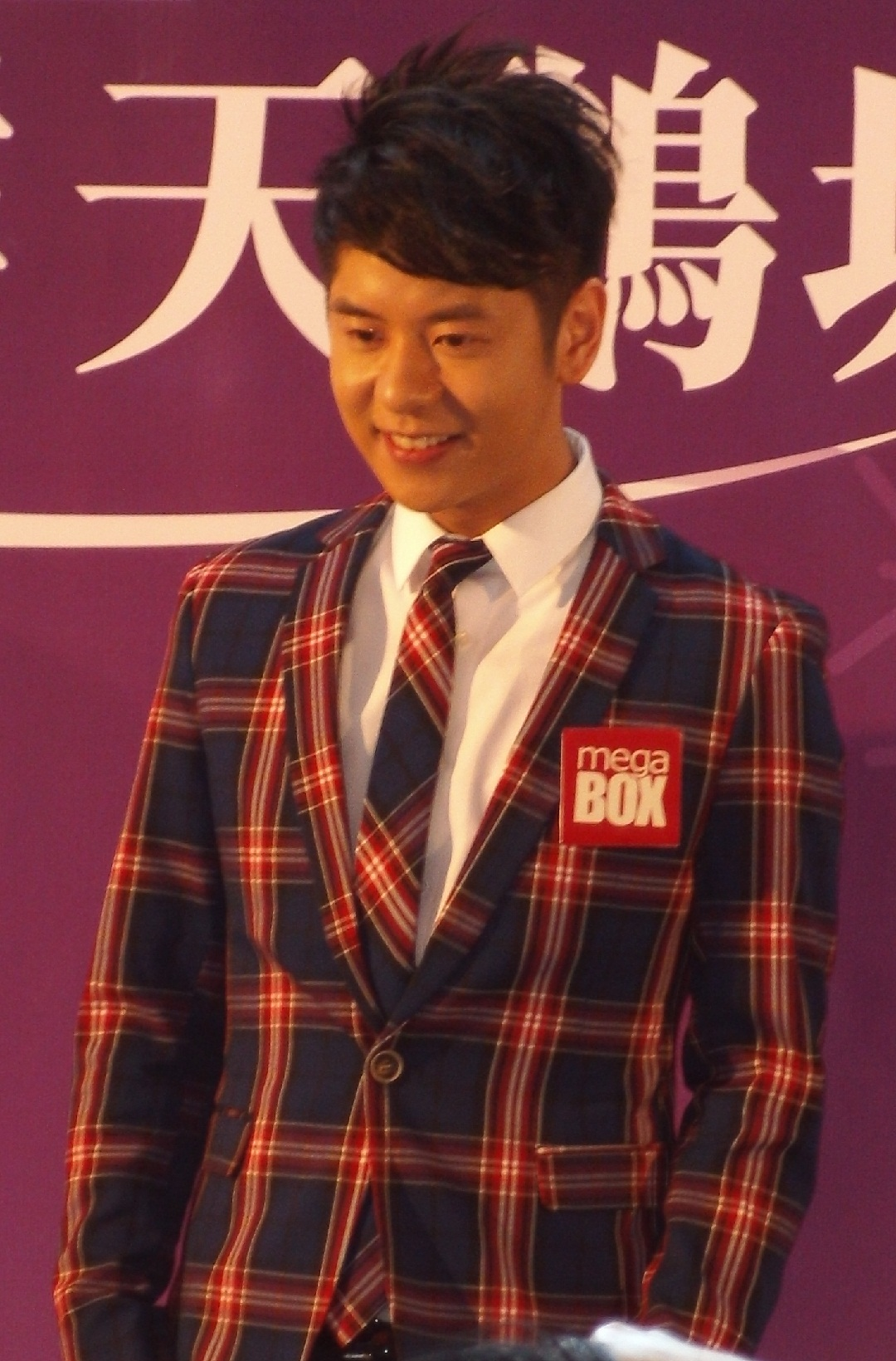
آلفرد هویی

آلفرد هویی (انگلیسی: Alfred Hui؛ زادهٔ ۲۹ آوریل ۱۹۸۸) خواننده، و هنرپیشه اهل چین است.